# Falter & Sohn
Falter & Sohn war ein Münchener Musikverlag.

## Geschichte
Das Unternehmen wurde 1786 als Falter’sche Musikhandlung in München gegründet. 1796 etablierte Makarius Falter den zugehörigen Musikverlag. Im April 1813 wurde der Sohn Joseph Falter Mitinhaber. Die Firma wurde auf den Namen Falter & Sohn umfirmiert.
Der Verlag gab sowohl Werke aus dem Bereich der Klassischen Musik wie beispielsweise Symphonien und Streichquartette von Franz Danzi als auch der Unterhaltungsmusik wie Tänze für Klavier, Musik für Zither oder Lieder heraus. Theobald Böhms Flötenwerke erschienen ebenfalls im Programm.
Der Verlag wurde 1888 an den Musikverlag Josef Aibl verkauft und in dieses Verlagshaus integriert.